# Municipio de Franklin (Minnesota)
El municipio de Franklin (en inglés: Franklin Township) es un municipio ubicado en el condado de Wright en el estado estadounidense de Minnesota. En el año 2010 tenía una población de 2760 habitantes y una densidad poblacional de 25,1 personas por km².

## Geografía
El municipio de Franklin se encuentra ubicado en las coordenadas 45°1′41″N 93°50′31″O / 45.02806, -93.84194. Según la Oficina del Censo de los Estados Unidos, el municipio tiene una superficie total de 109.97 km², de la cual 107,03 km² corresponden a tierra firme y (2,67 %) 2,94 km² es agua.

## Demografía
Según el censo de 2010, había 2760 personas residiendo en el municipio de Franklin. La densidad de población era de 25,1 hab./km². De los 2760 habitantes, el municipio de Franklin estaba compuesto por el 97,79 % blancos, el 0,47 % eran afroamericanos, el 0,11 % eran amerindios, el 0,47 % eran asiáticos, el 0,43 % eran de otras razas y el 0,72 % eran de una mezcla de razas. Del total de la población el 1,56 % eran hispanos o latinos de cualquier raza.